# Río Arabela
El río Arabela es un río del Perú, un afluente del río Curaray que recorre el territorio amazónico del departamento de Loreto. 

## Historia
El misionero agustino Samuel Barrio fue quien por primera vez contactó a la etnia Arabela en 1945 en la cuenca del río Arabela (razón por la cual se les conoce con ese nombre); y para 1975 contaban con un centro educativo bilingûe.